# 东官营镇
东官营乡，是中华人民共和国辽宁省朝阳市北票市下辖的一个乡镇级行政单位。

## 行政区划
东官营乡下辖以下地区：
东官营村、海丰村、三家村、土洞子村、瓦房村、东山嘴村、小巴沟村、黄古屯村和炮手村。